# Остров доктора Моро
«О́стров до́ктора Моро́» (англ. The Island of Dr. Moreau) — фантастический роман Г. Уэллса, опубликованный в 1896 году.
Действие занимает одиннадцать месяцев от февраля 1887 по январь 1888 года. Сюжет строится вокруг событий на далёком острове Ноубл в Тихом океане, населённом животными — жертвами вивисекции, вследствие бесчеловечных опытов доктора Моро принявшими получеловеческий облик. Случайно попавший на остров биолог-путешественник Прендик сталкивается со зверолюдьми, а затем и их создателем — доктором Моро. Эдвард Прендик становится свидетелем, как зверолюди расправляются со своим жестоким создателем, возвращаются к животному состоянию. Вернувшись в Англию, Прендик не может жить среди людей, ибо ему мерещится, что за внешней человеческой оболочкой в каждом существе таится зверь.
Роман создавался в ситуации, когда концепция Дарвина подрывала устоявшиеся в общественном сознании границы между человеком и животными, а также распространялись опасения по возможности «вырождения», когда человечество начнёт «откат» от вершин цивилизации в направлении «дикости». В «Острове доктора Моро» рассматриваются фундаментальные вопросы о природе человека, отношения к животным, этики медико-биологических исследований и ответственности учёного.
«Остров доктора Моро» — один из известнейших романов Г. Уэллса и важное для становления научно-фантастического жанра произведение. Роман многократно экранизировался и адаптировался для других видов медиа. Кейт Букер утверждал, что Уэллс в «Острове доктора Моро» «фактически изобрёл всю научную фантастику». В тексте заложены многие научно-фантастические допущения, широко используемые впоследствии, в том числе модификации биологических организмов, искусственного «возвышения» живых существ на низком уровне развития, общество мутантов, постгуманизм, образ «безумного учёного».

## Сюжет

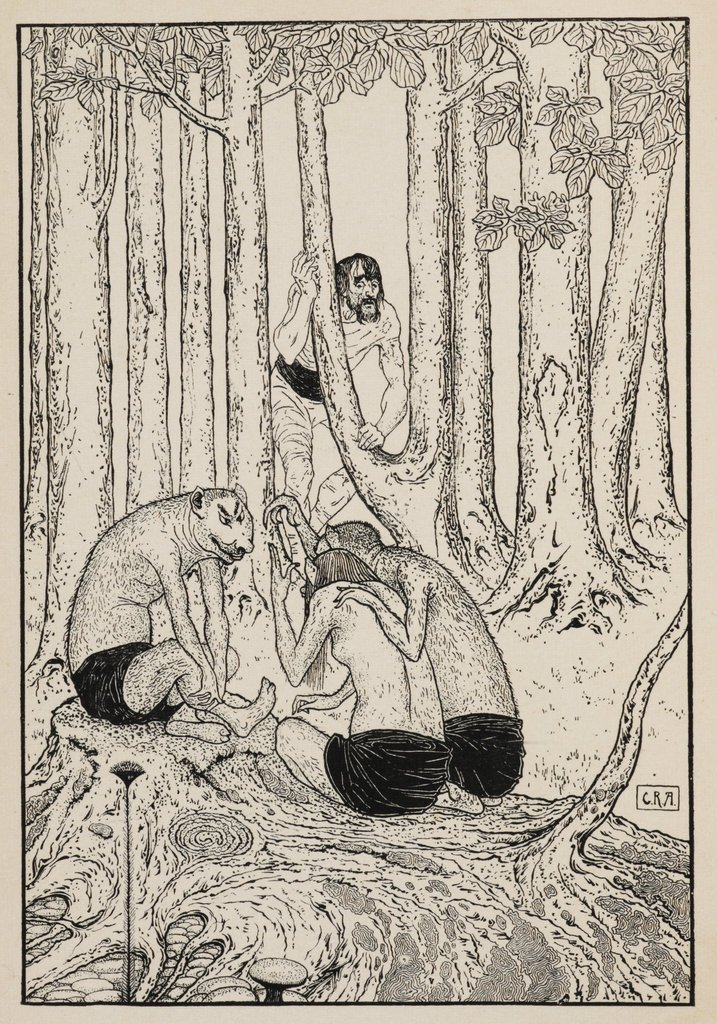
Прендик обнаруживает зверолюдей. Иллюстрация Чарльза Эшби к первому изданию 1896 года

Роман включает двадцать две главы, действие точно датировано и происходит между 1 февраля 1887 года и 5 января 1888-го. Изложение ведётся от имени английского биолога Эдварда Прендика, ученика Гексли, следующего из Кальяо на судне «Леди Вейн». После кончины Прендика его племянник обнародовал записки своего дяди о событиях, которые тот пережил.
Через десять дней после отплытия «Леди Вейн» наскочила на отмель в южной части Тихого океана и затонула. Прендик спасся на ялике вместе с ещё одним пассажиром и матросом. После гибели спутников и восьми дней блуждания по морю, Прендик очнулся в грязной каюте некоего Монтгомери, бывшего студента-медика. Он следует маленьким торговым судном «Ипекакуана», везя груз животных: пуму, ламу, множество кроликов, собаку. Над слугой Монтгомери Млингом издевается вся команда, а Прендик неожиданно заметил, что его глаза светятся в темноте и звери в клетках приходят в неистовство при его появлении. Внешность Млинга странная, вызывающая отвращение и страх. Когда «Ипекакуана» подходит к острову, начинается скандал: капитан-пьяница не желает оставлять незваного гостя у себя, а Монтгомери не хочет брать его с собой. Эдварда выталкивают на его полузатопленный ялик, но в последний момент Монтгомери подцепил его к грузовому баркасу. Обитатели острова непонятны Прендику: «<…> в них было что-то неуловимое, чего я не мог постичь, и это вызывало во мне странное отвращение <…> особенно меня удивила их походка <…> они были какими-то искорёженными, словно состояли из кое-как скреплённых кусков». Монтгомери проговорился, что фамилия владельца острова — Моро́, и Прендик вспоминает, что когда-то случился скандал с выдающимся физиологом с таким же именем, проводившим некие жуткие эксперименты по вивисекции. Монтгомери размещает Эдварда в комнате, откуда одна дверь ведёт в джунгли, а вторая — всегда запертая — скрывает лабораторию Моро.

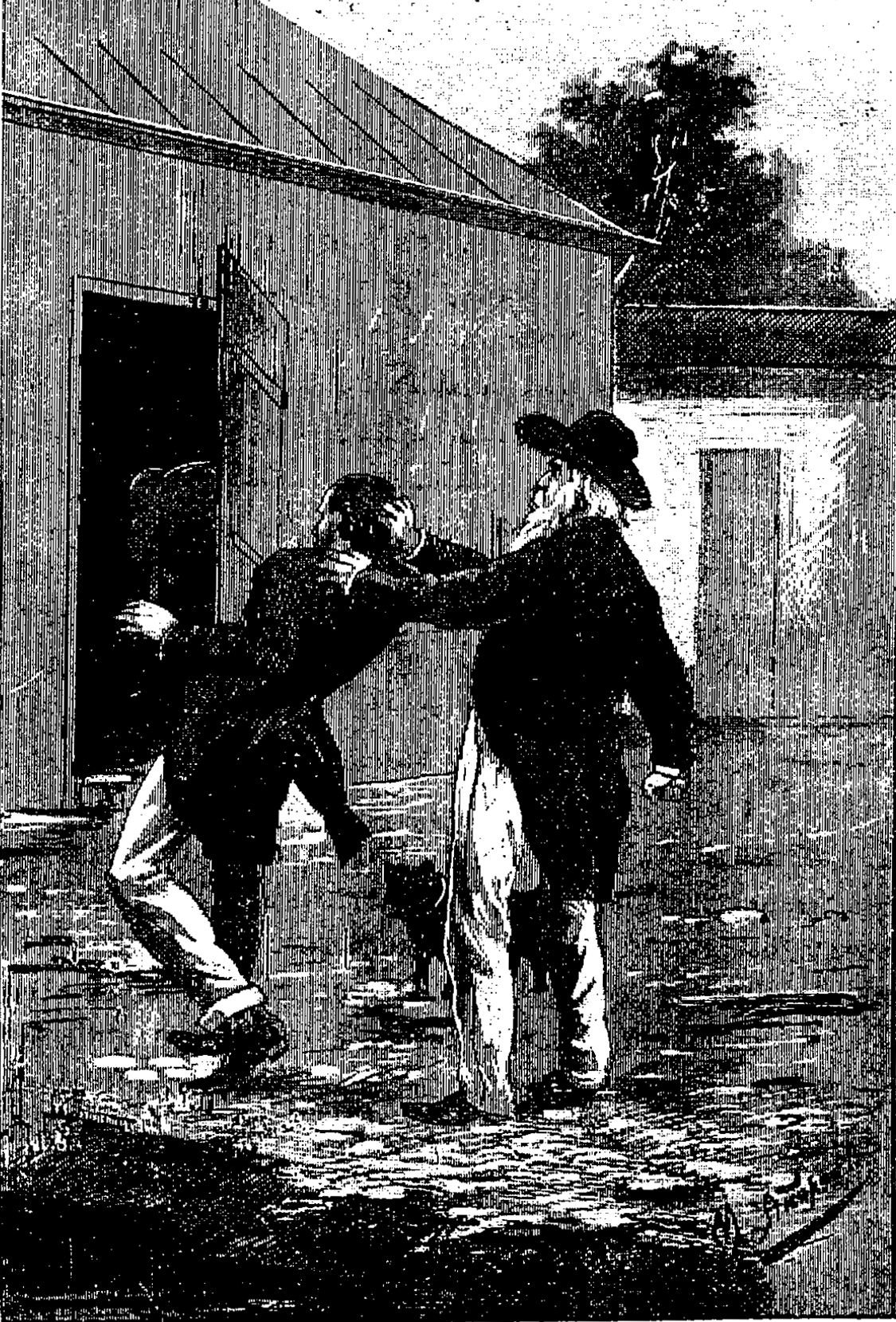
Доктор Моро водворяет Прендика в его комнату. Иллюстрация из русского издания 1904 года

Вскоре Моро начинает эксперимент на пуме, и из лаборатории доносятся настолько душераздирающие крики, что Прендик не в состоянии оставаться у себя. В джунглях он натыкается на примерно такое же, как слуга Млинг, странное получеловеческое существо, которое лакает воду из ручья, а затем на ещё каких-то существ со свиными рылами; потом его преследует леопардо-человек. Ночью Монтгомери дал Эдварду снотворное. На следующий день дверь в лабораторию оказалась приоткрытой, и любопытный биолог увидел там страшно изуродованное существо, напоминающее человека, привязанное к операционному столу. Прендик вообразил, что Моро скрещивает животных и человека, и перепугался, думая, что станет следующим подопытным существом. Доктор изгоняет вторженца из лаборатории, и Прендик бежит в джунгли. Там он натыкается на деревню зверолюдей — чудовищных созданий, кое-как говорящих по-английски. Прендика приводят в тёмную пещеру, где Глашатай Закона (не поддающееся описанию косматое существо) обучает Эдварда заповедям:

Не ходить на четвереньках — это Закон. Разве мы не люди?

Не лакать воду языком — это Закон. Разве мы не люди?

Не есть ни мяса, ни рыбы — это Закон. Разве мы не люди?

Не обдирать когтями кору с деревьев — это Закон. Разве мы не люди?

Не охотиться за другими людьми — это Закон. Разве мы не люди?

Оригинальный текст (англ.)
Not to go on all-fours; that is the Law. Are we not Men?

Not to suck up Drink; that is the Law. Are we not Men?

Not to eat Fish or Flesh; that is the Law. Are we not Men?

Not to claw the Bark of Trees; that is the Law. Are we not Men?

Not to chase other Men; that is the Law. Are we not Men?

Зверолюди принимают Прендика за такое же, как и они, существо, тогда как доктор Моро — «повелитель звёзд на небе и солёного моря»; «ему принадлежит Дом страдания», то есть лаборатория. Вскоре Моро требует выдать Эдварда; он в отчаянии бежит к океану и уже готов совершить самоубийство, когда Моро настигает его, объясняя, что герой совершенно ничего не понял. В знак доверия, он даёт Прендику револьверы и водворяет его в комнату. Наконец, «безумный учёный» разъясняет всё: он вообще не экспериментирует на людях, а совсем наоборот — придаёт человеческий облик животным. Человек избран образцом потому, что в его облике есть нечто, «более приятное эстетическому чувству, чем формы всех остальных животных». На вопрос Прендика — как доктор может подвергать живых существ такому страданию — Моро возражает: «Боль — это просто наш советчик <…> она предостерегает и побуждает нас к осторожности». Моро не считает, что добился успеха, — спустя короткое время в его созданиях начинают возрождаться звериные инстинкты. «Всякий раз, как я погружаю живое существо в купель жгучего страдания, я говорю себе: на этот раз я выжгу из него всё звериное…» Самым удачным творением был слуга Млинг. Свои надежды доктор связывает с операцией над пумой. Монтгомери — полная противоположность Моро: он добродушен, почти душевно привязан к зверолюдям, поэтому из раза в раз возвращается с грузами из Чили, но запойно пьёт. Как счёл Прендик, Монтгомери плохо приспособлен к человеческому обществу.

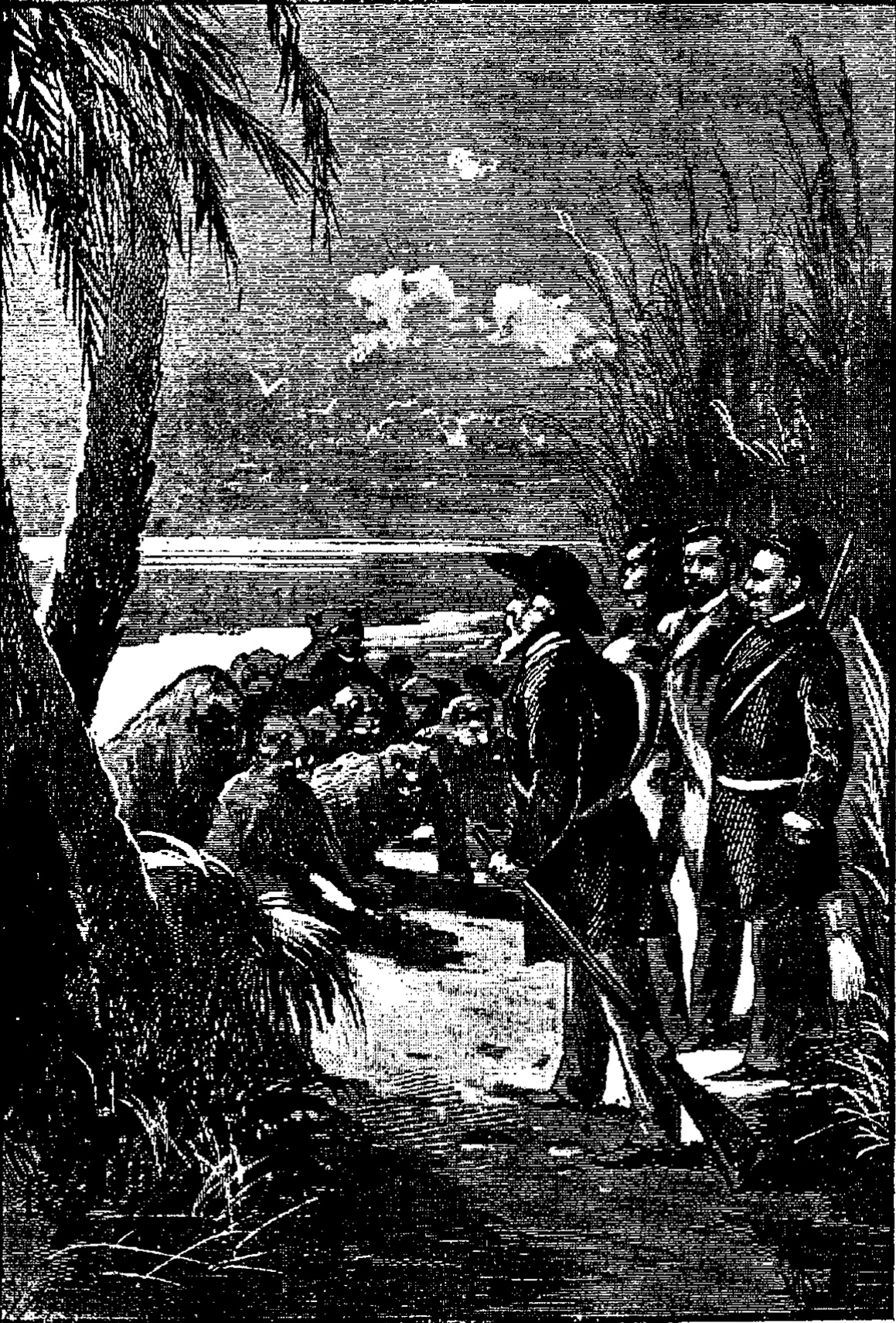
Доктор Моро и зверолюди. Иллюстрация к русскому переводу 1904 года

Монтгомери выпустил на острове кроликов, чтобы они «плодились и размножались». Однажды они с Прендиком обнаружили растерзанную тушку: зверолюди попробовали вкус крови, они преступили Закон! Доктор Моро сразу понимает, что над ними нависла огромная опасность: зверолюди непременно вернутся в исходное состояние. Он созывает всех созданных им существ, чтобы устроить показательную кару, однако быстро собрались лишь шестьдесят три особи. Леопардо-человек появился позже и прячется за спинами. На вопрос Моро: «Что ждёт того, кто нарушил Закон?» хор голосов ответил: «Он возвращается в Дом страдания». Однако у леопардо-человека страх наказания пробудил жажду крови, и он набросился на Моро; первым на защиту доктора кинулся Млинг. Гиено-свинья первой вонзила зубы в шею застреленного Прендиком леопардо-человека. Далее во время очередной вивисекции пума вырвалась из лаборатории, и во время её преследования доктором Моро погибают оба. Зверолюди отвергают Закон, хотя Прендик пытается увещевать их, будто Моро оставил на земле тело, чтобы наблюдать за исполнением Закона с неба, поэтому надо соблюдать Закон и повиноваться Монтгомери. Но звери больше боялись хлыста и Дома страданий, чем непосредственно доктора Моро. Прендик планировал сесть на баркас и пойти в океан, однако Монтгомери напился пьян, напоил Млинга и трёх зверолюдей, а потом, назло герою, сжёг лодки, а от упавшей керосиновой лампы сгорел Дом страданий. Во время пьяной оргии косматый Хранитель закона убил Монтгомери и Млинга и погиб сам.
Чарльз Эдвард Прендик на следующие десять месяцев остался единственным человеком среди созданий доктора Моро. Те всё сильнее обрастали шерстью; человеческие черты в них уступали звериным, так что они забыли речь и способы добычи огня, а сами перешли на ночной образ жизни. Верным спутником и охранником Прендика стал человек-сенбернар, пока его не задирает гиено-свинья, которая хотела добраться до Эдварда, но тот застрелил её. Прендик, скорее неумеха по жизни, пытался слепить горшки и соорудить плот, но всё без толку. Однажды к берегу прибило шлюпку с «Ипекакуаны», где лежали два мёртвых моряка. В засушенных покойниках герой узнал своего обидчика — вечно пьяного капитана — и его старшего матроса; эти трупы Эдвард сжёг. А на их судне англичанин наконец-то бежал с острова, и через три дня его спасли моряки с брига, ищущего из Апиа в Сан-Франциско.

Я не мог убедить себя, что мужчины и женщины, которых я встречал, не были зверями в человеческом облике, которые пока ещё внешне похожи на людей, но скоро снова начнут изменяться и проявлять свои звериные инстинкты. Я доверился одному очень способному человеку, специалисту по нервным болезням, который лично знал Моро, и он как будто отчасти поверил моему рассказу.
Наполовину помешавшийся от пережитых ужасов, Прендик не смог оставаться в Лондоне и удалился в деревню, остаток жизни проведя в уединении, занимаясь астрономией и химическими опытами. Он верит, «что всё человеческое, что есть в нас, должно найти утешение и надежду в вечных, всеобъемлющих законах мироздания, а никак не в обыденных, житейских заботах, горестях, страстях».

## Герои

### Люди
- Эдвард Прендик — рассказчик и главный герой
- Доктор Моро — учёный, проводящий жестокие эксперименты над животными на острове в Тихом океане
- Монтгомери — помощник доктора, врач, алкоголик.

### Зверолюди
- Млинг — слуга Монтгомери, помесь медведя, собаки и быка. Млинг является самой искусной работой доктора. Впоследствии умирает, защищая Монтгомери
- Глашатай закона — большое существо, читающее законы, придуманные доктором Моро для зверолюдей.
- Человек-леопард — бунтарь, нарушающий законы зверолюдей: он ходил на четвереньках, лакал воду из ручья, убил кролика.

## Экранизации и интерпретации
- Фильм «Остров потерянных душ», (1932, США)
- Фильм «Остров доктора Моро» (1977, США)
- Фильм «Остров доктора Моро» (1996, США)
- Третья история серии «Treehouse of Horror XIII» является пародией на данную книгу
- Книга Марко Инноченти «Остров доктора Топиморта»
- Во втором томе комикса «Лига выдающихся джентльменов» среди прочих персонажей английской литературы присутствует и доктор Моро.
- Игра Вивисектор: зверь внутри (2005, Украина)

## Издания
- The Island of Doctor Moreau. A Possibility / By  H. G. Wells. — New York : Stone & Kimball, 1896. — vii, 249 p.
- The Island of Doctor Moreau // The works of H. G. Wells. — London : T. Fisher Unwin Ltd., 1924. — Vol. II: The Island of Doctor Moreau; The Sleeper Awakes. — P. 1—172. — xiii, 480 p.
- Остров доктора Моро : Роман Уэльса / Пер. с англ. Е. Быковой. — СПб.: П. П. Сойкин, 1904. — 144 с. — (Библиотека романов. Приключения на суше и на море; Кн. 12).
- Остров доктора Моро : [Роман] / Герберт Уэллс ; Ил. Г. Фитингофа ; Пер. К. Морозовой; Обложка: U. [Ушин]. — Л.: Красная газета, 1928. — 160 с. — (Вокруг света).
- Уэллс Г. Остров доктора Моро // Собрание сочинений в 15 томах / Пер. К. Морозовой. — М. : Правда, 1964. — Т. 1. — С. 143—262. — 464 с. — (Библиотека «Огонёк»).
- Остров доктора Моро : [Для сред. и ст. шк. возраста] / Герберт Уэллс; [Пер. с англ. М. Зенкевича]. — М.: Стрекоза-Пресс, 2001. — 190, [1] с. — (Приключения и фантастика : ПФ). — ISBN 5-94563-098-5